# شبکیه‌ای

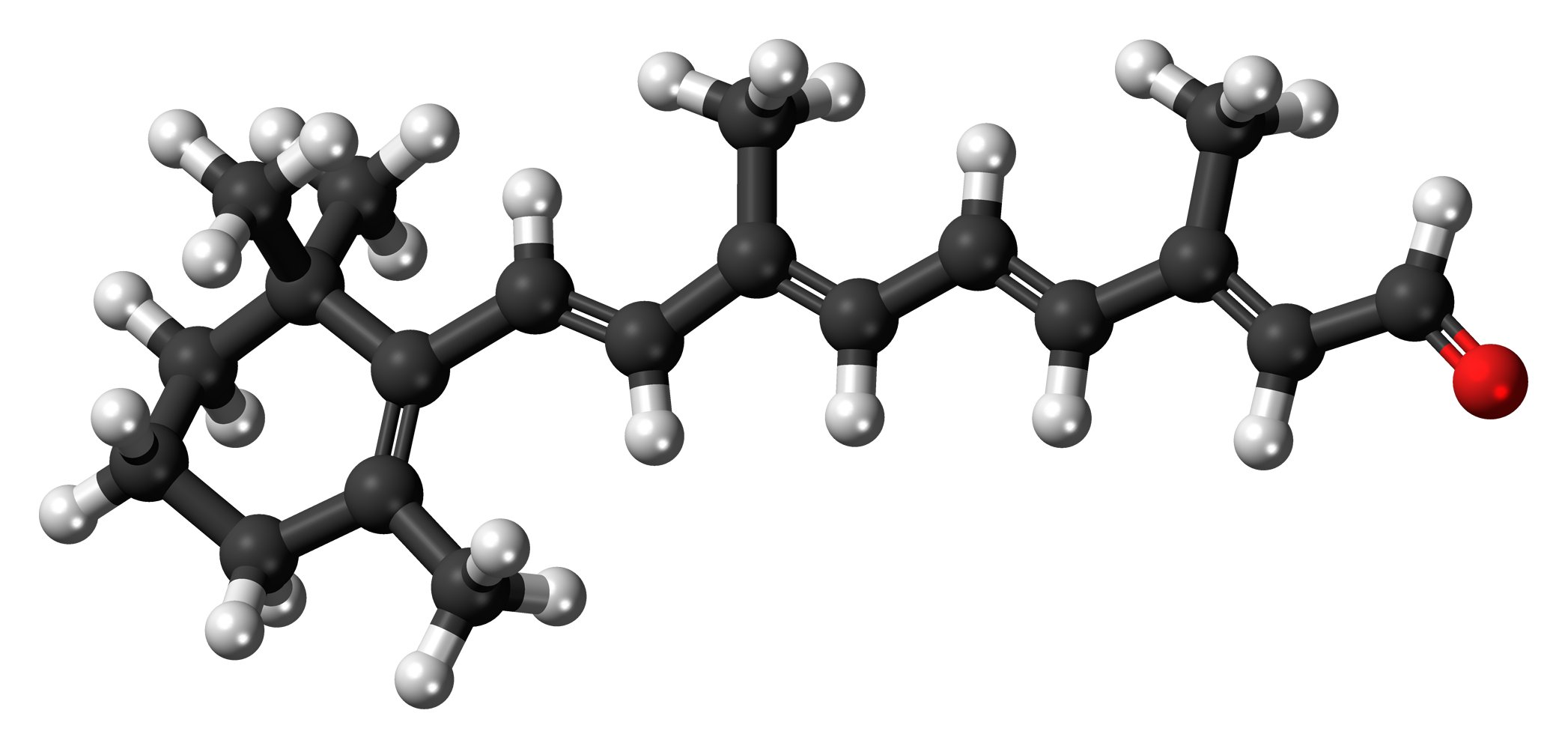
مولکول رتینال (C20H28O)

رِتینال (به انگلیسی: Retinal) (retina (شبکیه) + -ال (آلدئید)) که همچنین به عنوان رتینالدئید شناخته می‌شود، یک کروموفور پلی‌ین است. شبکیه، متصل به پروتئین‌هایی به نام اپسین‌ها، اساس شیمیایی ترارسانش دیداری، مرحله تشخیص نور ادراکی بینایی (دید) است.
جانوران مهره‌دار شبکیه را مستقیماً از گوشت می‌خورند یا از کاروتنوئیدها - از آلفا-کاروتن یا بتا-کاروتن - شبکیه تولید می‌کنند که هر دو کاروتن هستند. آنها همچنین آن را از β-کریپتوکسانتین، نوعی زانتوفیل تولید می‌کنند. این کاروتنوئیدها باید از گیاهان یا دیگر جانداران فتوسنتزی به دست آیند. هیچ کاروتنوئید دیگری نمی‌تواند توسط جانوران به شبکیه تبدیل شود. برخی از گوشت‌خواران به هیچ‌وجه نمی‌توانند هیچ کاروتنوئیدی را تبدیل کنند. دیگر شکل‌های اصلی ویتامین A - رتینول و یک فرم نیمه‌فعال، رتینوئیک اسید - ممکن است هر دو از شبکیه تولید شوند.
بی‌مهرگانی مانند حشرات و ماهی مرکب از شکل‌های هیدروکسیله شبکیه در سیستم بینایی خود استفاده می‌کنند که از تبدیل دیگر زانتوفیل‌ها به دست می‌آید.